# Daniel Halladay

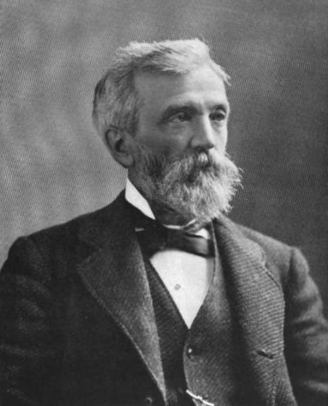
Porträt um 1900

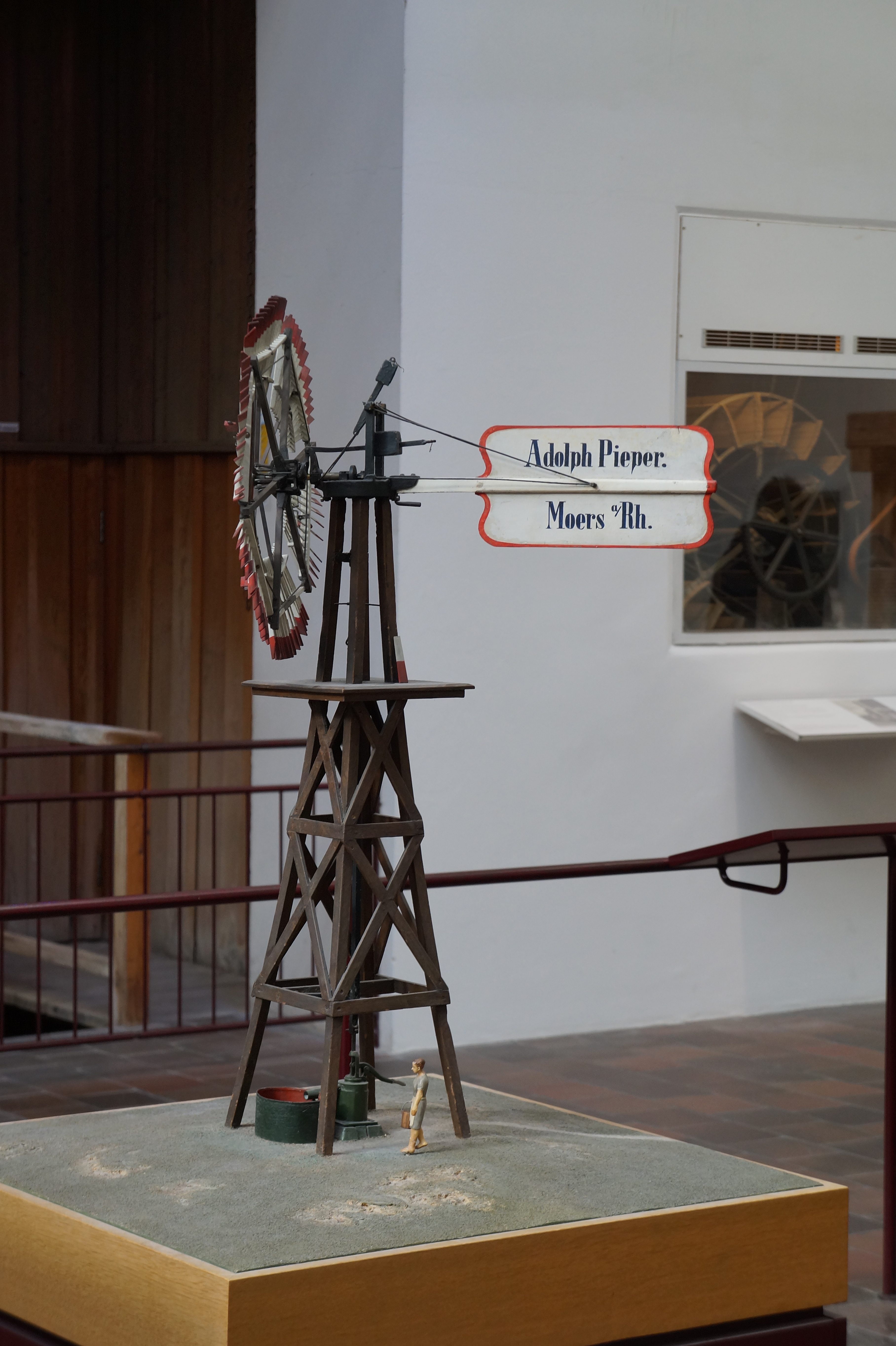
Modell einer Halladay-Windturbine im Deutschen Museum in München

Daniel Halladay (* 24. November 1826 in Marlboro, Vermont; † 1. März 1916 in Santa Ana, Kalifornien) war ein US-amerikanischer Ingenieur, Erfinder und erster kommerziell erfolgreicher Produzent von Windrädern mit automatischer Windrichtungsnachführung und Geschwindigkeitsregulation.

## Leben
Daniel Halladay war der Sohn von David Daniel Halladay (1799–1858) und dessen Ehefrau Nancy geborene Carpenter (1799–1880). Er wuchs zunächst in Marlboro im Süden des Bundesstaates Vermont auf. Als er zwölf Jahre alt war, zog die Familie ins benachbarte Massachusetts nach Springfield und ließ sich später in Ware nieder. Im Alter von 19 Jahren begann Halladay eine Lehre zum Maschinenschlosser in Ludlow. 1847 wurde er Leiter der Maschineninstallation in der staatlichen Waffenfabrik Harpers Ferry Armory in Virginia. Halladay heiratete im Jahre 1849 Susan M. Spooner (1826–1908) aus Belchertown, Massachusetts. Ihr einziger Sohn Edgar starb im Jahr der Geburt 1850. Auf der Weltausstellung 1851 im Crystal Palace in London vertrat Halladay die Firma American Machine Works Springfield, die Heißluftmotoren nach der Erfindung des schwedischen Ingenieurs John Ericsson baute.

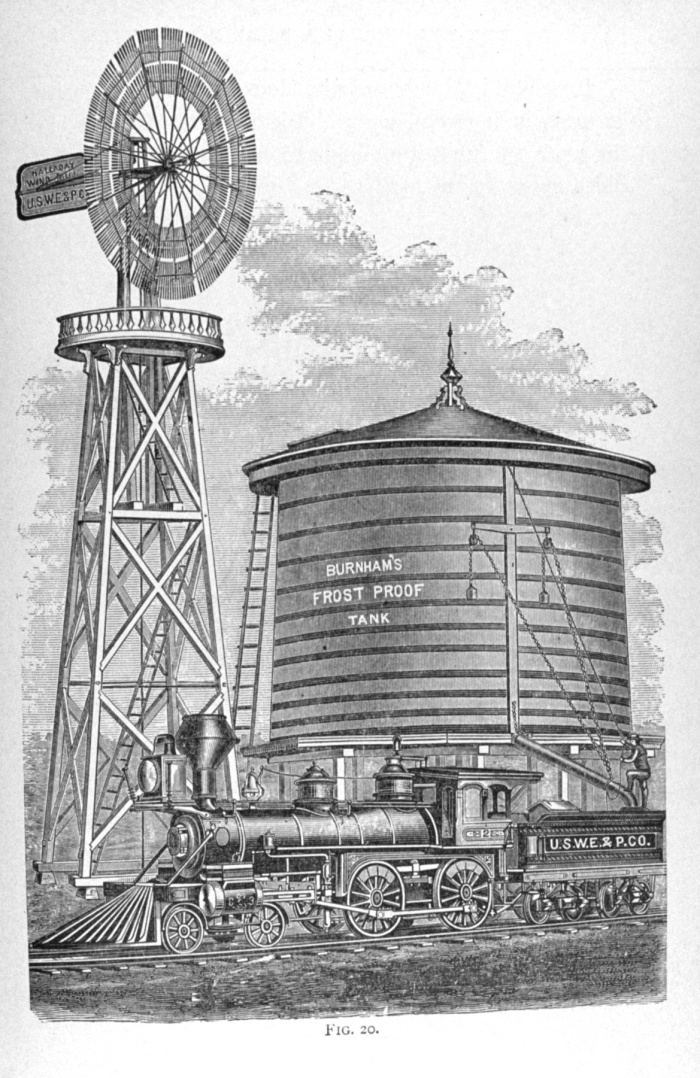
Windrad in Verbindung mit einem Tank nach Burnhams Patent für die Wasserversorgung von Dampflokomotiven

Nach seiner Rückkehr erwarb Halladay eine Beteiligung an einer Maschinenwerkstatt in Ellington im Bundesstaat Connecticut. Angeregt durch seinen Freund John Burnham, der ursprünglich Wasserpumpen reparierte, entwarf Halladay eine selbstregulierendes Windrad zum Pumpen von Wasser. 1854 meldete er sein erstes Patent Improved Governor for Windmills an. Kurze Zeit später gründete er in South Coventry seine eigene Maschinenbaufirma unter dem Namen Halladay Windmill Company. Der Betrieb in Connecticut erreichte nicht den gewünschten Absatz. Es gab hohe Transportkosten durch die Schifffahrt und Verzögerungen durch den Sezessionskrieg. Zusammen mit seinen Partnern John van Nortwick und Smith Malloroy ging Halladay deshalb 1863 nach Batavia im Bundesstaat Illinois, wo die Firma einen großen Aufschwung erlebte. Weitere Veränderungen gegenüber dem ursprünglichen Patent erfolgten. Das Windrad bekam klappbare Rotorblätter und es wurde zunehmend Stahl statt Holz für die Konstruktion verwendet. Später veräußerte Halladay seine Firma mit großem Gewinn und ging nach Kalifornien.
1880 ließ sich Halladay in Santa Ana nieder, wo er sich stark am Aufbau der Stadt engagierte. Mit der Gründung der Commercial Bank of Santa Ana im Jahre 1882 begann Halladays langjährige Tätigkeit im Bankwesen. Er wurde zunächst Präsident der Bank und später deren Vizepräsident. Außerdem war er an der Gründung der Bank of Orange und der Orange County Savings Bank beteiligt und in deren Direktorien beschäftigt. Ihn interessierte aber auch die Entwicklung der Infrastruktur von Santa Ana. Er förderte die Versorgung mit Leuchtgas und den Aufbau einer Straßenbahn. Halladay war einer der Gründer und Direktoren der Santa Ana Gas Company und während der gesamten Existenz der zunächst mit Pferden betriebenen Orange & Tustin Street Railway einer ihrer Direktoren.
Daniel Halladay starb im Alter von 89 Jahren in seinem Haus in der East First Street in Santa Ana. Er hinterließ eine Adoptivtochter, Frau Susie M. Rutherford. Die Grabplatten des Ehepaars Halladay befinden sich auf dem Fairhaven Memorial Park (Stand 2018).

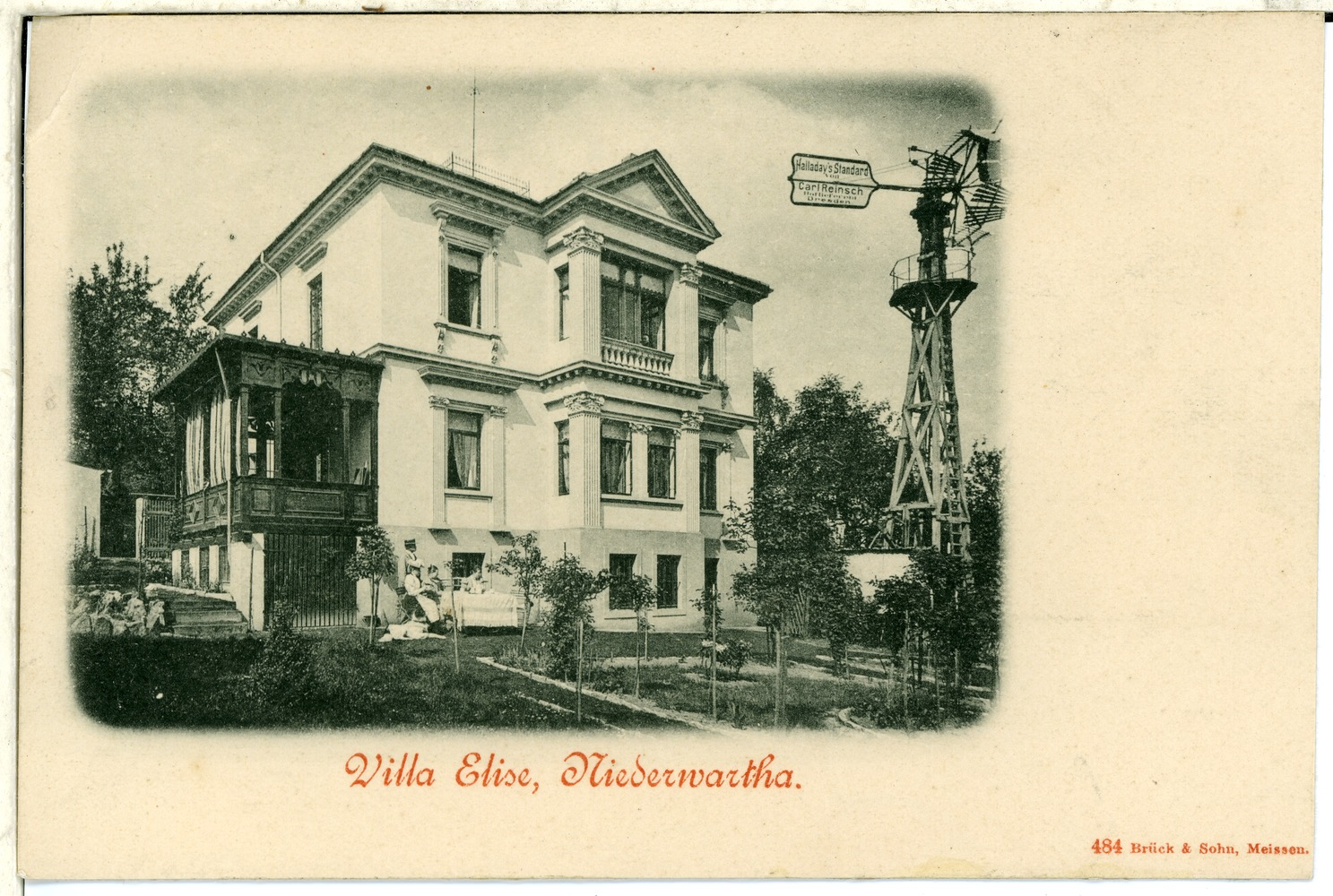
Halladay Standard Windrad der Firma Carl Reinsch vor 1898 zur Wasserversorgung in Niederwartha

## Halladay-Windräder nach 1880
Die von Halladay in Batavia gegründete Firma produzierte nach dem Ausscheiden von Halladay weiterhin erfolgreich Windräder zum Pumpen von Wasser für die Eisenbahn, die Rinderzucht und zur Bewässerung. Unter anderen meldete John Burnham weitere Patente zur Verbesserung der Konstruktion der Windräder und Wassertanks an. Die so genannte Halladay Standard wurde in die ganze Welt exportiert, unter anderem nach Australien. Von einem Windrad in Rocklands Station an der Grenze zwischen Northern Territory und Queensland wird berichtet, dass Kakadus innerhalb eines Jahres die komplette hölzerne Windfahne zerstört hatten. Spätere Stahlversionen des Windrades wurden schließlich zu Wahrzeichen und Ikonen in den offenen ländlichen Gebieten der Vereinigten Staaten. Mit sechs Windradherstellern in Batavia in den 1890er Jahren wurde diese Stadt als The Windmill City bekannt. Halladay-Windräder kamen auch nach Europa und wurden um 1900 von den Dresdner Firmen Carl Reinsch und Sächsische Stahlwindmotoren-Fabrik in Lizenz gefertigt und verkauft.

## Patent
- US11629A: Improved Governor for Windmills. 29. August 1854[6]